# 绥德公园
绥德公园是位于中華人民共和國上海市嘉定區江桥镇的一個公園，总用地面积超26万平方米，四周分別為京沪铁路、沪昆铁路、上海外环线和新槎浦。

## 歷史
绥德公园前身是建于2003年的外环防护林。2022年底，绥德公园開工建設。2023年年初，公園建造完成。